# مانويل ليز
مانويل ليز (30 نوفمبر 1989 بلشبونة في البرتغال - ) هو لاعب كرة قدم برتغالي في مركز الهجوم. لعب مع أتليتيكو كلوب دي برتغال ونادي بنفيكا ونادي فاتيما وS.C.U. Torreense ‏ وG.D. Igreja Nova ‏.

## وصلات خارجية
- مانويل ليز على موقع قاعدة بيانات كرة القدم.إي يو (الإنجليزية)
- مانويل ليز على موقع Soccerway.com (الإنجليزية)